# Werfer-Länderkampf der Männer 1989 Italien – BR Deutschland – Bulgarien – Großbritannien – Ungarn
| 1. Leichtathletik-Länderkampf mit bundesdeutscher Beteiligung 1989                        | 1. Leichtathletik-Länderkampf mit bundesdeutscher Beteiligung 1989 |
| ----------------------------------------------------------------------------------------- | ------------------------------------------------------------------ |
|                                                                                           |                                                                    |
| Werfervergleich der Männer Italien – BR Deutschland – Bulgarien – Großbritannien – Ungarn |                                                                    |
| Austragungsort                                                                            | Spoleto                                                            |
| Wettbewerbe                                                                               | 4                                                                  |
| Datum                                                                                     | 28. Mai                                                            |
| 1. FRG 2. BGR 3. ITA 4. HUN 5. GBR                                                        | 57 Punkte 51 Punkte 43 Punkte 40 Punkte 33 Punkte                  |
| Chronik                                                                                   |                                                                    |
| ← letzter LK 1988 00FRG-FRA Geher (F)                                                     | ITA-FRG-BGR-GBR-HUN00 Werfer (F) →                                 |

Im ersten Vergleich des Länderkampfjahres 1989 trafen sich die männlichen Werfer aus Italien, der Bundesrepublik Deutschland, Bulgarien, Großbritannien und Ungarn. Der Wettkampf wurde am 28. Mai in Spoleto, Umbrien, ausgetragen. In dieser Zusammensetzung waren die Mannschaften zuvor noch nicht aufeinander getroffen.
Auch die Frauen führten parallel am selben Ort einen Werfer-Länderkampf durch.

## Modus
Ausgetragen wurden die vier olympischen Wettbewerbe aus dem Bereich Wurf/Stoß. Je Land und Wettbewerb starteten zwei Teilnehmer. Die Punkte wurden nach folgenden Regeln vergeben: 1. Platz: 11 P / 2. Pl.: 9 P / 3. Pl.: 8 P / 4. Pl.: 7 P / ….

## Ergebnis
Je ein Einzelsieg in den vier Wettbewerben ging an Bulgarien, die Bundesrepublik Deutschland, Italien und Großbritannien. Nur ein ungarischer Vertreter fehlte auf einem ersten Platz. In den Disziplinwertungen lagen bundesdeutsche Athleten zweimal vorn, bulgarische und britische Sportler je einmal. Die Länderkampfwertung gewann die Bundesrepublik mit 57 Punkten vor Bulgarien (51 Punkte) und Italien (43 Punkte). Ungarn belegte mit vierzig Punkten Platz vier und Großbritannien wurde mit 33 Punkten Fünfter und Letzter.

## Resultate

### Kugelstoßen
| Platz | Athlet             | Land | Weite (m) |
| ----- | ------------------ | ---- | --------- |
| 01    | Karsten Stolz      | FRG  | 21,08     |
| 02    | Alessandro Andrei  | ITA  | 19,90     |
| 03    | Wenzislaw Christow | BGR  | 18,93     |
| 04    | Georgi Todorow     | BGR  | 18,40     |
| 05    | Jenő Kóczián       | HUN  | 18,18     |
| 06    | Paul Edwards       | GBR  | 17,84     |
| 07    | Marco Montelatici  | ITA  | 17,82     |
| 08    | Michael Mertens    | FRG  | 17,81     |
| 09    | Zsigmond Ladányi   | HUN  | 17,65     |
| 10    | Matthew Simson     | GBR  | 17,33     |

### Diskuswurf
| Platz | Athlet            | Land | Weite (m) |
| ----- | ----------------- | ---- | --------- |
| 01    | Marco Martino     | ITA  | 67.62     |
| 02    | Rolf Danneberg    | FRG  | 65,80     |
| 03    | Olaf Többen       | FRG  | 63,40     |
| 04    | Attila Horváth    | HUN  | 62,24     |
| 05    | Rosen Welinow     | BGR  | 60,88     |
| 06    | József Ficsór     | HUN  | 59,80     |
| 07    | Kamen Dimitrow    | BGR  | 58,90     |
| 08    | Giampaolo Cretoni | ITA  | 58,18     |
| 09    | Paul Mardle       | GBR  | 57,76     |
| 10    | Graham Savory     | GBR  | 56,80     |

### Hammerwurf
| Platz | Athlet           | Land | Weite (m) |
| ----- | ---------------- | ---- | --------- |
| 01    | Viktor Apostolow | BGR  | 79.16     |
| 02    | Christoph Sahner | FRG  | 78,66     |
| 03    | Marc Odenthal    | FRG  | 78,06     |
| 04    | Tibor Gécsek     | HUN  | 77,30     |
| 05    | Lucio Serrani    | ITA  | 74,46     |
| 06    | Sándor Vöros     | HUN  | 72,88     |
| 07    | Iwan Tanew       | BGR  | 72,72     |
| 08    | Paul Head        | GBR  | 69,42     |
| 09    | Giovanni Sanguin | ITA  | 69,42     |
| 10    | Shane Peacock    | GBR  | 69,06     |

### Speerwurf
| Platz | Athlet           | Land | Weite (m) |
| ----- | ---------------- | ---- | --------- |
| 01    | Steve Backley    | GBR  | 82,70     |
| 02    | Mick Hill        | GBR  | 79,60     |
| 03    | Emil Zwetanow    | BGR  | 74,84     |
| 04    | Fabio De Gasperi | ITA  | 73.48     |
| 05    | Altila Bareit    | HUN  | 72,74     |
| 06    | Peter Schneider  | FRG  | 72,12     |
| 07    | Andreas Linden   | FRG  | 71,50     |
| 08    | Angel Mandiowkow | BGR  | 70,18     |
| 09    | László Stefan    | HUN  | 70,10     |
| 10    | Alberto Serrani  | ITA  | 63,32     |